# Eugen Scheyer

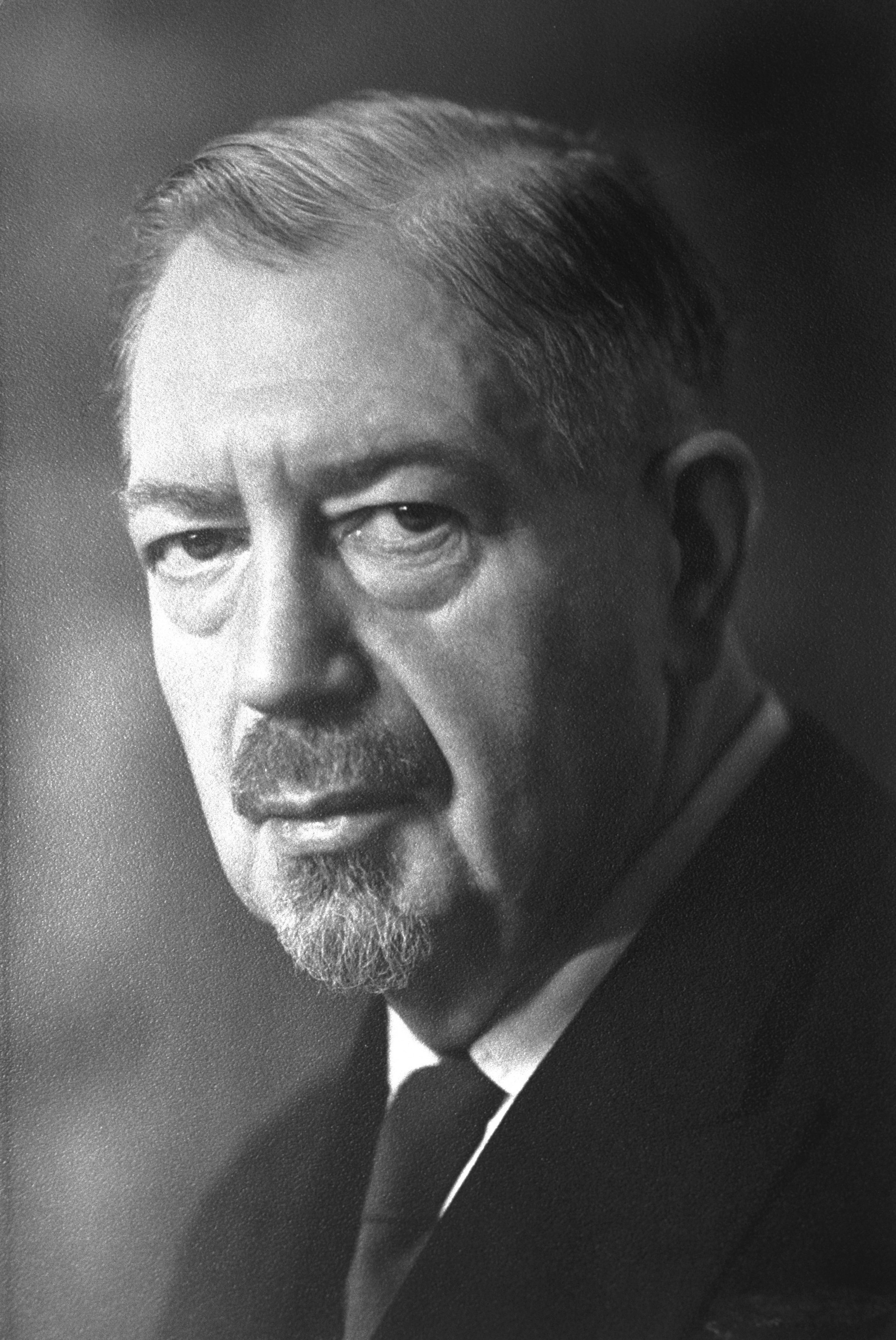
Eugen Scheyer, ca. 1950

Eugen Scheyer (* 30. September 1899 in Königsberg; † 19. Februar 1957 in Bonn) war ein deutscher sozialistischer Politiker.

## Leben
Scheyer besuchte das Gymnasium in seiner Geburtsstadt Königsberg, das er jedoch vorzeitig 1914 verließ. Er wurde Deutschlands jüngster Kriegsfreiwilliger. Im Krieg lernte er den dänischen Redakteur Kresten Refslund Thomsen aus Apenrade kennen, der ihn politisch als Kriegsgegner beeinflusste. 1916 verletzte ein Brustschuss Eugen Scheyer. Thomsen rettete ihn unter Einsatz des eigenen Lebens.
Ostern 1917 kam Scheyer nach Berlin, um an einem Abiturientenkursus für Kriegsteilnehmer weiter zu lernen. Hier nahm er Kontakt mit mehreren Gruppen von Kriegsgegnern auf, insbesondere besuchte er die Treffen der „Internationalen Sozialisten Deutschlands“ unter Führung von Julian Borchardt. Er schloss sich dem „Internationalen Studentenverein“ geleitet von Dr. Gumpel an und gehörte zum Kreis der radikalen Künstler und Intellektuellen um Franz Pfemfert.
Zusammen mit Martin Hoffmann organisierte er Antikriegsaktionen in Königsberg. Die politische Polizei beobachtete diese Aktivitäten und verhaftete Scheyer und seine Freude. Im Februar 1918 wurde er wegen Vorbereitung zum Hochverrat vor ein Kriegsgericht gestellt. Der Prozess verschaffte ihm in Königsberg viele Sympathisanten. Verteidiger war Theodor Liebknecht, mit dem er nach 1922 in der USPD zusammenarbeitete. Scheyer wurde verurteilt und kam in Groß-Strehlitz in Festungshaft. Mit ihm und Martin Hoffmann war Wilhelm Dittmann, Funktionär des Parteivorstandes der USPD, gleichzeitig in der Festungshaft.
Am 9. November 1918 (Novemberrevolution) organisierten Scheyer und seine Freunde eine Demonstration und riefen die Massen auf, mit zum Königsberger Schloss zu ziehen und den Kommandeur zu entmachten. Unter ihnen war auch der Offizier Erich Wollenberg. Am 10. November 1918, zwei Uhr und fünf Minuten, proklamierte Eugen Scheyer vom Fenster des Gouvernementsgebäudes in Königsberg die Sozialistische Republik. Über die Revolution schreibt Eugen Scheyer in seinen Memoiren 1947, aber auch Wilhelm Matull. Im Arbeiter- und Soldatenrat wurde er Justizkommissar für Ostpreußen. Im Dezember 1918 bestimmte der Organisationssekretär des Spartakusbundes, Leo Jogiches, Eugen Scheyer zum Vorsitzenden des Spartakusbundes in Königsberg.
Nach der Besetzung Königsbergs durch Regierungstruppen und Entmachtung der Arbeiter- und Soldatenräte im Mai 1919 floh Scheyer zusammen mit Werner Rakow von Königsberg nach Berlin. Der Parteivorsitzende des Spartakusbundes, Paul Levi, bestimmte ihn zum Parteisekretär für den Bezirk Hannover und Umland. Er erhielt eine neue Identität als Kurt Raabe. Im gleichen Jahr wurde Scheyer alias Raabe in Hannover wegen angeblicher Beteiligung am Eisenbahnerstreik verhaftet, jedoch wieder freigelassen.
Die Zentrale des Spartakusbundes schickte ihn daraufhin nach Wien, wo er die Kommunistische Partei Deutsch-Österreichs (KPDÖ) mit Karl Tomann als Vorsitzendem vom August 1919 bis in den März 1920 unterstützte. In Wien wurde er wegen „Drohung mit Mord“ verhaftet und anschließend inhaftiert.
In der Haftanstalt lernte er den mitinhaftierten Vorsitzenden der bayrischen Räterepublik, Max Levien, und den Vorsitzenden der ungarischen Räterepublik, Béla Kun, kennen.
Mit einer weiteren neuen Identität als Josef Klein verließ er Österreich und wurde als Spartakus-Agitator in Schlesien eingesetzt. 1921 wurde er dort zum Bezirkssekretär der Vereinigten Kommunistischen Partei Deutschlands gewählt. Im Februar 1921 erfolgte die Verhaftung wegen angeblichen Landfriedensbruchs. Im September 1921 fand die Verhandlung vor dem Breslauer Geschworenengericht statt, er wurde freigesprochen.
1922 wurde Eugen Scheyer aus der VKPD ausgeschlossen. Er war daraufhin bis 1925 Mitglied der USPD.
Im Mai 1933 emigrierten Scheyer und später seine Ehefrau Margarete (Grete), geb. Dreschoff aus Drengfurt/Ostpreussen über Lettland, Dänemark und Russland nach Norwegen, wo er 1935 in Oslo eintraf. 1936 wurde er in Deutschland ausgebürgert.
1936 unterstützte Scheyer in Spanien die Volksfrontregierung im Spanischen Bürgerkrieg und war Chef für die Infanterieausbildung der Jugendbrigaden der katalanischen Gewerkschaften. Hier kämpfte er mit Guido Kopp zusammen.
1939 erhielt er in Oslo eine Arbeitserlaubnis als Bauarbeiter und gab nebenbei ein gewerkschaftliches Informationsblatt heraus.
Nach der Besetzung Norwegens durch Nazideutschland floh er im April 1940 nach Schweden, wo er zuerst in einem Lager in Loka Brunn interniert wurde. Von dort floh er nach Stockholm, wo er ab Juni 1942 auf Grund seiner Mitgliedschaft im Osloer Stein-, Erd- und Zementarbeiterverband wieder als Bauarbeiter arbeiten durfte.
Nach Kriegsende kehrte er im August 1945 nach Oslo zurück, wo er im September 1946 die norwegische Staatsbürgerschaft erhielt.
In Oslo konnte er nicht mehr als Bauarbeiter Fuß fassen und versuchte in den folgenden Jahren seinen Lebensunterhalt mit Artikeln als freier Journalist zu verdienen, die er in Skandinavien und Westdeutschland veröffentlichte.
Im Februar 1952 erfolgte die Übersiedlung von Oslo nach Bonn, wo er 1957 verstarb.
Seine Versuche im Nachkriegsdeutschland wieder eine politische Persönlichkeit, wie um 1920 in Ostpreußen und Breslau zu werden, scheiterten, da er ein leidenschaftlicher Feind des Moskauer Kommunismus geworden war und sich mit der SPD nicht versöhnen wollte, die mit Noske und Ebert Personen ehrte, die seine Spartakusgenossen der Jugendjahre bekämpft hatten.